# Nasirabad
Nasirabad è una suddivisione dell'India, classificata come cantonment board, di 49.111 abitanti, situata nel distretto di Ajmer, nello stato federato del Rajasthan. In base al numero di abitanti la città rientra nella classe III (da 20.000 a 49.999 persone).

## Geografia fisica
La città è situata a 26° 18' 0 N e 74° 43' 60 E e ha un'altitudine di 428 m s.l.m..

## Società

### Evoluzione demografica
Al censimento del 2001 la popolazione di Nasirabad assommava a 49.111 persone, delle quali 28.242 maschi e 20.869 femmine. I bambini di età inferiore o uguale ai sei anni assommavano a 6.408, dei quali 3.316 maschi e 3.092 femmine. Infine, coloro che erano in grado di saper almeno leggere e scrivere erano 36.930, dei quali 23.583 maschi e 13.347 femmine.